# زمین‌لرزه ۱۹۸۹ اونگاوا
زمین‌لرزه اونگاوا  در تاریخ ۲۵ دسامبر ۱۹۸۹ میلادی، برابر با ‎۴ دی ۱۳۶۸، ساعت ۱۴:۲۴:۳۲ به زمان یوتی‌سی در کانادا ، منطقه کبک رخ داد. ژرفای این زلزله ۲٫۹ کیلومتر بود، و بزرگی آن ۶ در مقیاس Mw و بیشینهٔ شدت آن در مقیاس مرکالی IV (moderate) اعلام شده‌است. زمین‌لرزه به وقت محلی در روز دوشنبه، ساعت ۹ روی داده و منطقه زمانی آن یوتی‌سی -۵ بوده‌است (با لحاظ تغییر ساعت تابستانی).
سازمان زمین‌شناسی آمریکا نیز رومرکز این زمین‌لرزه را در مختصات ۶۰°۰۴′۴۸″شمالی ۷۳°۲۶′۴۲″غربی / ۶۰٫۰۸°شمالی ۷۳٫۴۴۵°غربی و ژرفای آنرا در ۵ کیلومتر گزارش کرده‌است. بزرگی برگزیدهٔ این سازمان از میان بزرگیهای محاسبه‌شدهٔ مختلف ۶ در مقیاس Mw بوده و از دید اثر، در میان چهار دسته‌بندی «نامحسوس»، «محسوس»، «زیان‌آور» یا «با تلفات»، زلزله را «محسوس» اعلام کرده‌است.
پروژهٔ «تنسور گشتاور مرکزوار» زاویه‌های (راستا، شیب، ریک) گسل سازندهٔ زمین‌لرزه و صفحه عمود بر آنرا (°۶۱، °۴۳، °۸۹) یا (°۲۴۳، °۴۷، °۹۱) و نوع گسل را «معکوس» فرارسانده‌است.